# 어둠의 딸 (1993년 영화)
《어둠의 딸》(滅門慘案之孼殺: Daughter Of Darkness)은 홍콩에서 제작된 여계명 감독의 1993년 영화이다. 종숙혜 등이 주연으로 출연하였다.

## 출연

### 주연
- 종숙혜
- 하가구
- 노민의
- 오대융
- 황추생